# Dai Kannon del parque Kita no Miyako
Dai Kannon del parque Kita no Miyako (en japonés: 北海道大観音), también conocida como Hokkaido Kannon, así como Byakue Kannon, es una estatua que representa a Guan Yin (Avalokiteshvara) y que se encuentra en el parque Kita no Miyako de la ciudad de Ashibetsu, en isla de Hokkaido, Japón. Cuando se inauguró en 1989 se convirtió en la estatua más alta de mundo con 88 metros, manteniendo el récord mundial hasta 1991. (en febrero de 2024, es la cuarta más alta del país y la 13.ª  del mundo, igualada con el Gran Buda en Ling Shan. )

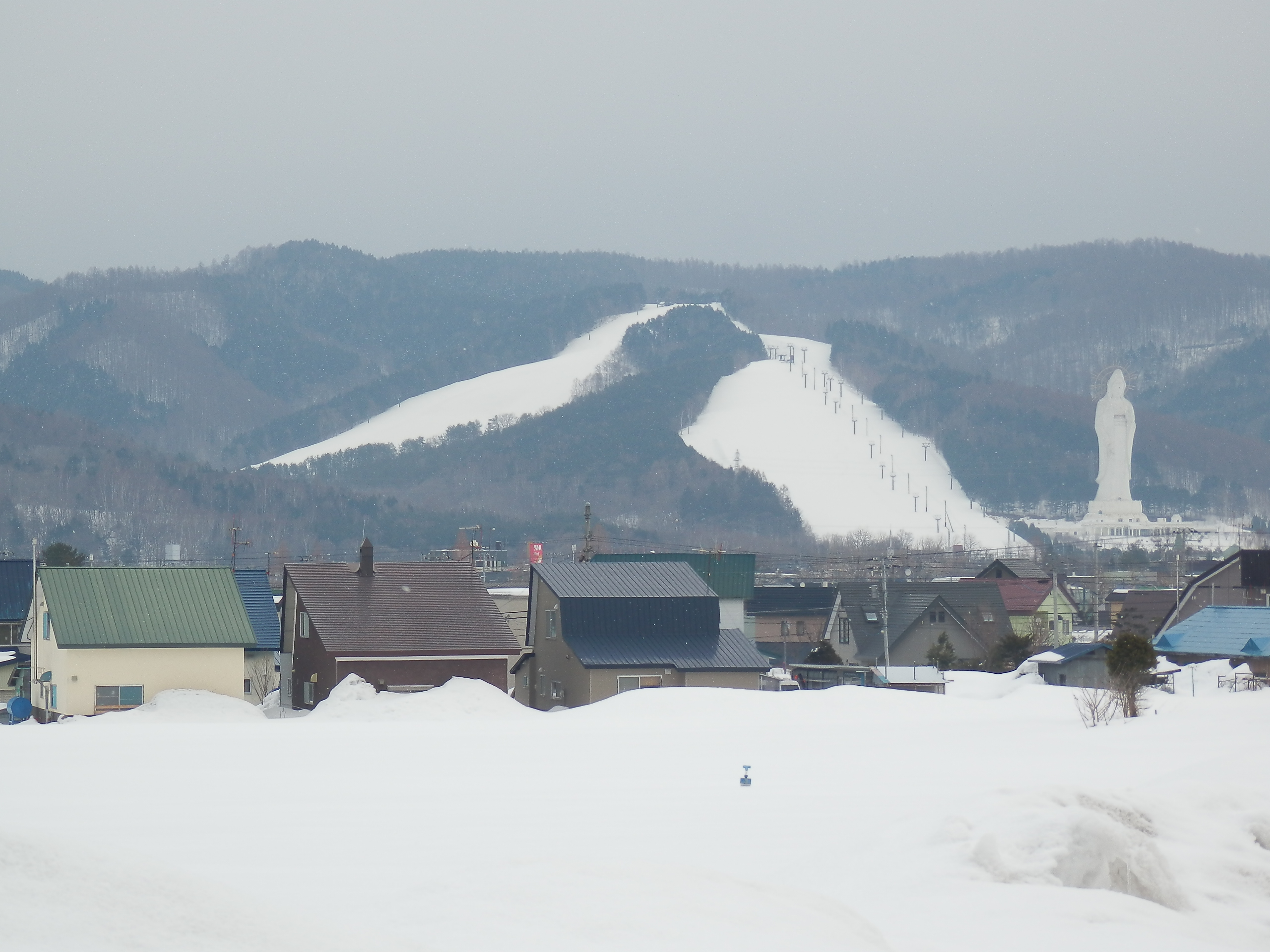
Ciudad de Ashibetsu con la estatua al fondo.

Su planificación comenzó en 1975 y su construcción se prolongó hasta 1989. En su interior posee más de 20 pisos a los que se accede mediante ascensor, ocho de los cuales contienen santuarios y lugares de culto, y un mirador que ofrece una vista panorámica del área a los visitantes.